# Twilight Zone/Wrathchild
„Twilight Zone“ е четвъртият сингъл на британската хевиметъл група Айрън Мейдън. Издаден е на 2 март 1981 г. Парчето е включено и в американското издание на албума „Killers“, но не и в британското. Когато през 1998 г. същият албум е преиздаден във Великобритаия, песента „Twilight Zone“ е включена в съдържанието.

## Състав
- Пол Ди'Ано – вокали
- Дейв Мъри – китара
- Ейдриън Смит – китара и беквокали
- Стив Харис – бас и беквокали
- Клиф Бър – барабани

|  | Тази страница частично или изцяло представлява превод на страницата Twilight Zone (Iron Maiden song) в Уикипедия на английски. Оригиналният текст, както и този превод, са защитени от Лиценза „Криейтив Комънс – Признание – Споделяне на споделеното“, а за съдържание, създадено преди юни 2009 година – от Лиценза за свободна документация на ГНУ. Прегледайте историята на редакциите на оригиналната страница, както и на преводната страница, за да видите списъка на съавторите. ВАЖНО: Този шаблон се отнася единствено до авторските права върху съдържанието на статията. Добавянето му не отменя изискването да се посочват конкретни източници на твърденията, които да бъдат благонадеждни. |